# Muff (album)
Muff je debitantski studijski album ljubljanske pop skupine Muff, izdan 15. novembra 2014. Z albuma je izšlo kar osem singlov. Album je dobil zlato piščal za najboljši slovenski album leta 2014.

## Seznam pesmi
Vse pesmi je napisala skupina Muff. Besedila so napisali Anže Kacafura, Senidah, Tadej Košir in Maja Šušnjara Gabor.
1. »Aha« – 3:52
2. »Tvoje moje« (albumska verzija) – 4:14
3. »Padam« – 4:55
4. »Nov dan« – 3:31
5. »Jst ti dam« – 3:45
6. »Naj sije v očeh« (albumska verzija) – 4:55
7. »Men vse« – 4:14
8. »Povej mi« – 4:17
9. »Ti daješ« (albumska verzija) – 4:09
10. »Kdo je kriv?« – 3:41
11. »Uspavanka« – 3:55
12. »Let Me Be (Myself)« (bonus pesem) – 3:18

## Zasedba

### Muff
- Senidah — vokal, spremljevalni vokal
- Tadej Košir — akustična in električna kitara
- Grega Robič — bas kitara
- Dorian Granda — bobni
- Miha Gorše — bas kitara, perkusija, kitara, spremljevalni vokal

### Ostali
- Anže Langus Petrović — bas kitara (8)
- Jure Rozman — bobni (8)
- Anže Kacafura — programiranje, sintesajzer, spremljevalni vokal, produkcija, miksanje